# Лаптева, Ольга Алексеевна
О́льга Алексе́евна Ла́птева (5 февраля 1931, Москва, СССР — 3 июня 2020, Москва, Россия) — советский и российский лингвист-русист; доктор филологических наук, профессор. Одна из авторов «Большой российской энциклопедии».

## Биография
Отец — А. М. Лаптев (1905—1965) — художник-график, книжный иллюстратор, поэт. Член-корреспондент АХ СССР, заслуженный деятель искусств РСФСР. Мать — Елизавета Леонидовна Логвинова.
В 1953 году окончила Отделение логики и психологии филологического факультета МГУ. После окончания Университета и защиты кандидатской диссертации работала в журнале «Вопросы языкознания» под началом В. В. Виноградова и Н. И. Толстого.
В 1972—1989 годах — заведующая Отделением русского языка как иностранного для нефилологических вузов.
В 1989—2010 годах — профессор кафедры современного русского языка Института русского языка имени А. С. Пушкина (Москва).
Основная область исследований — русский язык, синтаксис, актуальное членение предложения, стилистика, разговорная речь, публичная речь, ораторская речь, устная речь, научная речь.
Семья:
- Муж: Феликс Бениаминович Шапиро;
  - Дети: Андрей Феликсович Лаптев, Елизавета Феликсовна Гиппиус, Катя Зонненвальд;

## Основные труды
- Лаптева О. А. Нерешенные вопросы теории актуального членения // Вопросы языкознания. 1972. — № 2. — С. 35—47.
- Лаптева О. А. Некоторые понятия теории актуального членения применительно к высказыванию в разговорной речи // Филологические науки. 1973. — № 6. — С. 46—56.
- Лаптева О. А. Нормативность некодифицированной литературной речи // Синтаксис и норма. — М., 1974. — С. 5—42.
- Лаптева О. А. Устно-разговорная разновидность современного русского литературного языка и другие его компоненты // Вопросы стилистики. Саратов. Статья 1. — 1974. — Вып. 7. — С. 73—91; Статья 2. — 1974. — Вып. 8. — С. 86—107; Статья 3. — 1975. — Вып. 9. — С. 93—104.
- Лаптева О. А. Русский разговорный синтаксис. — М., 1976.
- Лаптева О. А. Современная русская публичная речь в свете теории стиля. — Вопросы языкознания. — 1978. — № 1.
- Лаптева О. А. Дискретность в устном монологическом тексте // Русский язык: текст как целое и компоненты текста. — М., 1982. — С. 77—105.
- Лаптева О. А. Общелитературные и специфические элементы при определении статуса устной публичной литературной речи // Структура лингвостилистики и её основные категории. — Пермь, 1983.
- Лаптева О. А. О языковых основаниях выделения и разграничения разновидностей современного русского литературного языка // Вопросы языкознания. — 1984. — № 6. — С. 54—68.
- Лаптева О. А. Современная русская научная речь. — Красноярск, 1985. Т. 2. — М., 1994. Т. 3, 1995.
- Лаптева О. А. Живая русская речь с телеэкрана. — Сегед, 1990.
- Лаптева О. А. Дискуссионные вопросы изучения устной литературной речи в аспекте нормы // Статус стилистики в современном языкознании: Межвузовский сборник научных трудов. — Пермь, 1992. — С. 148—160.
- Лаптева О. А. Изучение русской городской разговорной речи в местных центрах // Вопросы языкознания. — 1995. — № 5. — С. 127—140.
- Разговорная речь : [арх. 17 октября 2022] / Лаптева О. А. // Пустырник — Румчерод [Электронный ресурс]. — 2015. — С. 165—166. — (Большая российская энциклопедия : [в 35 т.] / гл. ред. Ю. С. Осипов ; 2004—2017, т. 28). — ISBN 978-5-85270-365-1.